# NGC 3366
NGC 3366 (również IC 2592 lub PGC 31335) – galaktyka spiralna z poprzeczką (SBb), znajdująca się w gwiazdozbiorze Żagla. Odkrył ją John Herschel 15 marca 1836 roku.